# Lawrence Hilton-Jacobs

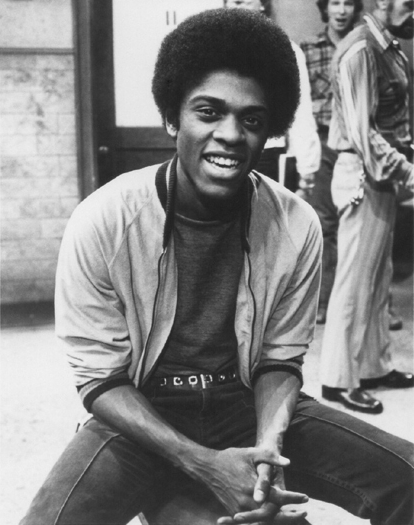

Lawrence Hilton-Jacobs (4 de septiembre, de 1953) es un actor estadounidense. 
Ha aparecido en varias películas y programas de televisión, incluyendo Claudine (1974), Cooley (1975), Roots (1977), Welcome Back, Kotter (1975), Bangers and Mash (1983) y The Jacksons: An American Dream (1992). 
Lawrence nació en Nueva York, , Estados Unidos, el quinto hijo de una familia de clase media  Los padres de Hilton Jacobs y Clothilda Jacobs. Hilton-Jacobs  Comenzó su carrera como actor en el verano de 1969 y se graduó de la Escuela Superior de Arte y Diseño en 1971. Después, estudió actuación con la famosa Negro Ensemble Company y la Al Fann Theatrical Ensemble. En 1975, ganó la parte de Freddie "Boom Boom" de Washington sobre la  exitosa serie de comedia de la ABC Welcome Back, Kotter. Hilton-Jacobs, protagonizó algunos anuncios en los últimos años, incluyendo un comercial a principios de 1970 The United Negro College Fund.
Como un homenaje a él, en la serie de televisión de Eddie Murphy Los PJ le ponen su nombre al edificio donde viven unos inquilinos.
- Datos: Q3219901
- Multimedia: Lawrence Hilton-Jacobs / Q3219901